# Woodford megye (Kentucky)
Woodford megye az Amerikai Egyesült Államokban, azon belül Kentucky államban található. Megyeszékhelye és legnagyobb városa Versailles. Lakosainak száma 26 871 fő (2020. április 1.). Woodford megye Scott, Fayette, Jessamine, Mercer, Anderson és Franklin megyékkel határos.

## Népesség
A megye népességének változása:
| Lakosok száma | 24 999 | 24 916 | 25 049 | 25 275 | 25 793 | 26 871 |
|               | 2010   | 2011   | 2012   | 2013   | 2015   | 2020   |